# Вьёр
Вьёр (фр. Vieure) — коммуна во Франции, находится в регионе Овернь. Департамент коммуны — Алье. Входит в состав кантона Бурбон-л’Аршамбо. Округ коммуны — Мулен.
Код INSEE коммуны — 03312.

## Население
Население коммуны на 2008 год составляло 256 человек.
| 1962 | 1968 | 1975 | 1982 | 1990 | 1999 | 2008 |
| ---- | ---- | ---- | ---- | ---- | ---- | ---- |
| 314  | 382  | 316  | 288  | 287  | 268  | 256  |

## Экономика
В 2007 году среди 137 человек в трудоспособном возрасте (15—64 лет) 107 были экономически активными, 30 — неактивными (показатель активности — 78,1 %, в 1999 году было 66,5 %). Из 107 активных работали 97 человек (57 мужчин и 40 женщин), безработных было 10 (4 мужчин и 6 женщин). Среди 30 неактивных 9 человек были учениками или студентами, 9 — пенсионерами, 12 были неактивными по другим причинам.

## Достопримечательности
- Церковь Нотр-Дам XII века
- Замок Ла-Шосьер, построенный в 1875 году на месте разрушенного замка XIV века, руины которого остаются в парке. Старый замок был резиденцией герцогов де Бурбон, он был разрушен во время религиозных войн и Фронды.
- Замок Ла-Саль XV века